# Tachina ruficornis
Tachina ruficornis là một loài ruồi trong họ Tachinidae.